# Cal Joan Mas
Cal Joan Mas és un edifici del municipi de Sant Jaume dels Domenys a la comarca del Baix Penedès inclòs en l'Inventari del Patrimoni Arquitectònic de Catalunya. L'edifici ocupa el xamfrà del carrer Alfons Masera-Carretera Prat de la Riba.

## Descripció
És un edifici de tres plantes. La portalada d'entrada presenta un arc rebaixat i la inscripció 1898. Els baixos també consten de dues finestres reixades i una altra porta amb una llinda al costat esquerre. Al pis noble destaca un gran balcó de dues portes balconeres i una reixa de ferro en la qual ressalta una decoració de roses i fulles, i s'hi poden veure també dos balcons més d'una sola porta balconera. La segona planta té quatre portes balconeres amb barana de ferro i una petita base. A sobre, unes cartel·les sostenen una cornisa sobre la qual hi ha una barana de pedra amb motius geomètrics. A l'interior, a l'entrada, hi ha una porta amb les inicials JR i la data 1913.

## Història
La casa és propietat de la família Roig i Palau. L'interior fou modificat per Jaume Roig l'any 1913, mentre que la façana és de 1898. Als voltants d'aquesta data, la família decidí deixar la masia de Cal Pau de les Viudes (prop de l'hostal) i anar a viure a Sant Jaume dels Domenys.